# رابرت رابین
رابرت رابین (انگلیسی: Robert Rubin؛ زادهٔ ۲۹ اوت ۱۹۳۸) یک سیاست‌مدار، کارمند بانک، و اقتصاددان اهل ایالات متحده آمریکا است.